# Захариас Димитриу
Захариас Димитриу (на гръцки: Ζαχαρίας Δημητρίου) е гръцки революционер, участник в Гръцката война за независимост.

## Биография
Роден е в 1801 година в халкидическото македонско село Галатища. При избухването на Гръцката революция в 1821 година взима участие в Халкидическото въстание. След падането на Касандрия заминава за Скопелос. В 1828 година постъпва в армията под командването на Константинос Дризоглу. В 1829 година е под командването на Апостолос Василиу.